# (4636) Chile
(4636) Chile est un astéroïde de la ceinture principale.

## Description
(4636) Chile est un astéroïde de la ceinture principale. Il fut découvert le 13 février 1988 à La Silla par Eric Walter Elst. Il présente une orbite caractérisée par un demi-grand axe de 2,61 UA, une excentricité de 0,16 et une inclinaison de 13,8° par rapport à l'écliptique.

## Nom
L'astéroïde a été nommé d'après le Chili, magnifique pays d'Amérique du Sud dans lequel se trouve l'observatoire européen austral. Remarqué pour ses grands vins, le Chili est surtout montagneux, les Andes dominant le paysage. L'extension du Chili sur quelque 38 degrés de latitude englobe presque tous les climats. Le peuple chilien est un fascinant mélange d’Européens (les conquistadores d’Espagne, de familles basques) et de tribus indigènes (Atacamenos, Diaguitas, Picunches, Araucaniens, Huilliches, Pehuenches et Cuncos (en)). Aujourd'hui, les fiers Indiens Araucaniens constituent la seule minorité ethnique importante.

## Compléments